# Tuntsajoki
Tuntsajoki (ros. Тунтсайоки) – rzeka w Finlandii i Rosji. Ma 150 km długości. Wypływa z gór Värriötunturit w północno-wschodniej Finlandii. Największym jej dopływem jest Watsimanjoki. Na Półwyspie Kolskim Tuntsajoki łączy się z Kutsajoki tworząc rzekę Tumczę. Źródłem wody w rzece są opady śniegu. Zamarza pod koniec października lub w listopadzie, lód trzyma się aż do maja. Leżą nad nią wioski: Tuntsa (Finlandia), Ałakurtti (Rosja).